# Дой, Мелисса
Мелисса Кандида Дой (англ. Melissa Cándida Doi; род. 1 сентября 1969 года, Бронкс, Нью-Йорк, США — 11 сентября 2001 года, Всемирный торговый центр 2, ВТЦ, Нью-Йорк, США) — американский топ-менеджер компании IQ Financial Systems, погибшая во время террористических атак 11 сентября на Всемирный торговый центр.
Дой известна благодаря записи своего звонка в службу 911 в последние минуты нахождения в Южной башне, охваченной огнём. Запись этого экстренного вызова использовалась в ходе судебного процесса над Закариасом Муссауи, единственного обвиняемого, по делу которого было вынесено обвинительное решение в результате атак. Отрывок из этого звонка также был показан в фильме 2012 года «Цель номер один».

## Ранняя жизнь и образование
Мелисса Кандида Дой родилась 1 сентября 1969 года в Бронксе, Нью-Йорк, в семье Эвелин Альдерете. Её отец был японцем, а родители матери были иммигрантами из Рио-Гранде, Пуэрто-Рико.
Дой была единственным ребёнком в семье и воспитывалась матерью-одиночкой в Восточном Гарлеме.
В 1987 году Дой окончила школу Спенс, женскую школу в Верхнем Ист-Сайде Манхэттена. Позже в том же году она поступила в Северо-Западный университет. Хотя изначально она изучала инженерное дело, в 1991 году она получила степень по социологии. Она была членом женского общества Дельта Гамма.
Говорят, что Дои «любила» Северо-Западный университет и с нетерпением ждала встречи выпускников незадолго до своего убийства.

## Карьера
После окончания университета Дой работала в сфере связей с общественностью. Позже она присоединилась к IQ Financial Systems, компании-разработчику банковского программного обеспечения, где занимала должность менеджера по развитию бизнеса.
Коллеги запомнили Дой как доброго и понимающего руководителя. Она помогла одной из своих подчинённых пройти через сложную беременность, разрешив ей работать из дома. Клиентка восхищённо описала Дой как «женщину, которая берёт на себя ответственность». Журналист Скотт Пелли отметил, что её запомнили как харизматичную и привлекательную личность.

## Личная жизнь
Дои увлекалась танцами, музыкой и живописью. Близкий друг описывал её как «невероятно энергичную во всём, что она делала». В университете она стремилась стать профессиональной балериной, но также наслаждалась различными видами танцев. Дой была страстной любительницей катания на роликовых коньках и даже покупала роликовые коньки для детей из Троггс-Нек, которых учила кататься. Иногда она проезжала более 10 миль от своего дома до офиса во Всемирном торговом центре.
Дой поддерживала близкие отношения со своей матерью Эвелин, и они жили вместе в кондоминиуме, который Дой приобрела в Трогс-Нек, исторически немецком, ирландском и итальянском районе Бронкса. До переезда в Бронкс они жили в преимущественно пуэрто-риканском районе Восточного Гарлема.
Дои не была замужем и на момент своей смерти не имела детей.

## Звонок и смерть
В 08:46 утра рейс 11 авиакомпании American Airlines врезался в Северную башню Всемирного торгового центра. Дой, находившаяся на 83-м этаже Южной башни, сначала была в замешательстве, решив, что взорвалась бомба. Дой и некоторые её коллеги спустились по нескольким лестничным пролётам до скай-лобби на 44-м этаже Южной башни. На 44-м этаже было объявлено, что Южная башня в безопасности и что сотрудникам следует вернуться в свои офисы.
Дой, не подозревая о надвигающейся опасности, вошла в почти заполненный лифт, который доставил её на 78-й этаж в скай-лобби. Родственники Дой подозревают, что рейс 175 авиакомпании United Airlines врезался в Южную башню «сразу после» прибытия Дой в скай-лобби.
Южная башня была поражена рейсом 175 авиакомпании United Airlines в 9:03 утра. По словам Скотта Пелли, Дой и ещё пятеро человек оказались в ловушке на 83-м этаже, где располагалась компания IQ Financial Systems. Правое крыло самолёта врезалось в 83-й этаж, где находился офис Дой.
Мелисса Дой сделала экстренный звонок с 83-го этажа Южной башни в 9:17 утра. Во время разговора оператор пытался успокоить Дой и получить от неё информацию. Дой сообщила о проблемах с дыханием, сильном жаре на этаже и спросила оператора, идёт ли кто-нибудь её спасать. В это время начальник пожарной части Орио Палмер и несколько других пожарных поднимались к Дой, достигнув 78-го этажа. Дой слышала голоса, которые, как она предположила, принадлежали её спасателям, однако точно неизвестно, что именно она слышала. По словам Скотта Пелли, возможно, она слышала голоса Палмера и сопровождавших его мужчин в соседнем лестничном пролёте.
Дой обратилась к диспетчеру: «Можете ли вы остаться со мной на линии, пожалуйста? Я чувствую, что умираю». Диспетчер призвал Дой продолжать дышать и молиться, заверив её, что она будет спасена.
В конце разговора Дой назвала фамилию своей матери и попросила диспетчера организовать трёхсторонний звонок, чтобы она могла поговорить с матерью в последний раз. Однако диспетчер сообщила Дой, что не может установить соединение.
Когда дым и жар начали её одолевать, Дой сообщила оператору 911 имя и номер телефона своей матери, надеясь передать ей последнее сообщение:
Скажи ей… что она была лучшей матерью, какую только можно представить, и что я люблю её всем сердцем и душой, и что я увижу её в следующем мире.
Через 24 с половиной минуты звонок прервался. В 9:59 утра полы непосредственно под Дой обрушились, и Южная башня рухнула.

## Последствия и влияние

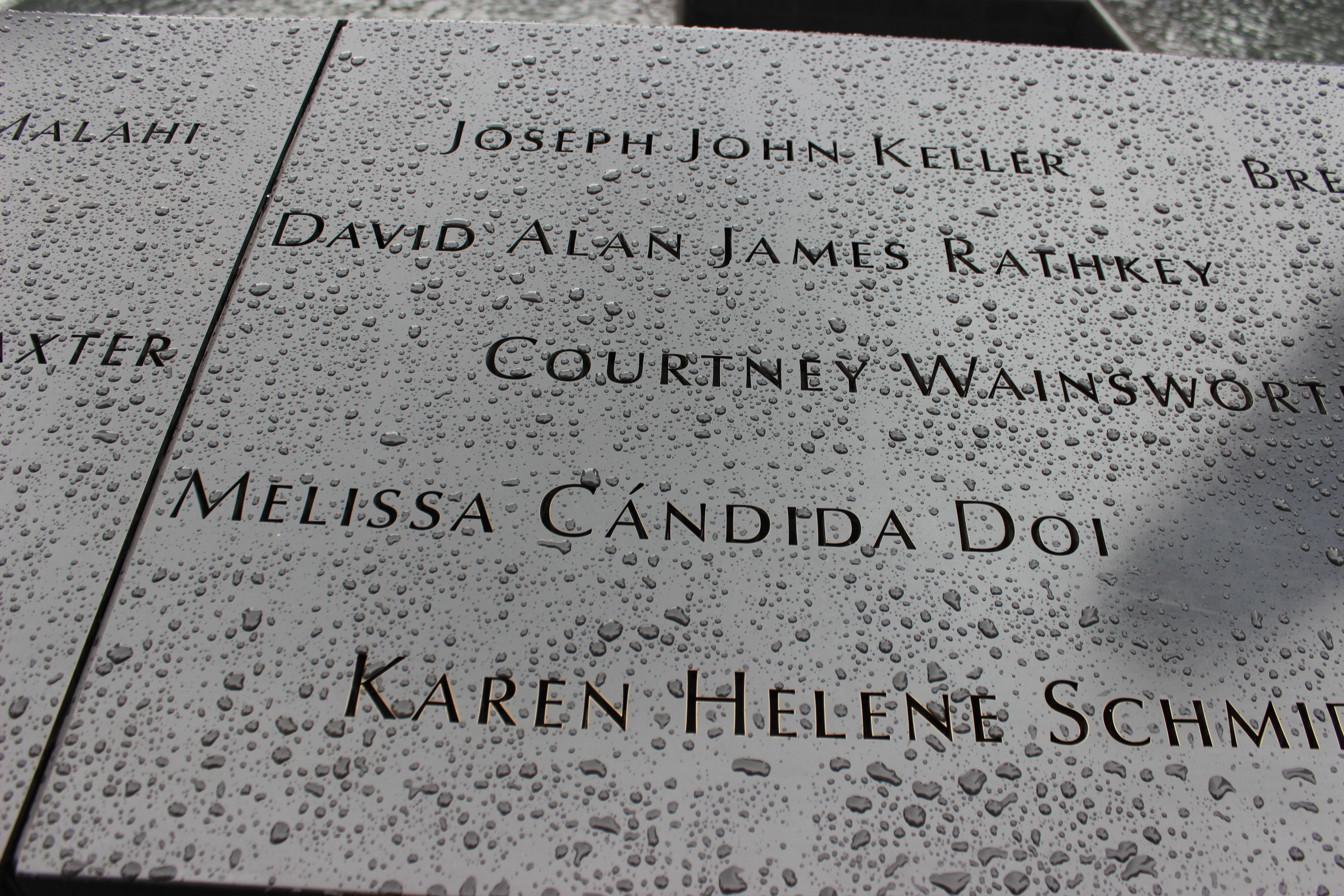
Имя Дой указано на панели S-46 в Южном бассейне Национального мемориала 11 сентября.

Свидетельство о смерти Мелиссы Дой было выдано 26 сентября 2001 года. Через три года после событий 11 сентября её останки были идентифицированы среди руин Всемирного торгового центра.
Школа Спенс учредила стипендиальный фонд имени Мелиссы Кандиды Дои 87 года в память о ней. Эндоумент предоставляет четырёхлетнюю стипендию достойным студентам школы Спенс.
Сигма-отделение женского студенческого общества «Дельта Гамма» учредило мемориальную стипендию имени Мелиссы Дои, которая вручается с 2007 года. Стипендия спонсируется друзьями Мелиссы — Лизой Тунг и Спенсером Глендоном.
Мелисса Дои увековечена на южной части Национального мемориала 11 сентября, на панели S-46. Также её память чтут в 10 других местах на территории США, включая сад имени королевы Елизаветы II в честь 11 сентября.
16 августа 2006 года пожарная служба Нью-Йорка, действуя по судебному приказу, обнародовала аудиозапись звонка Мелиссы Дой в службу экстренной помощи. Запись была воспроизведена во время суда над Закарисом Муссауи и также использована в начале фильма «Цель номер один» (2012).
Один исследователь предположил, что эмоциональные страдания Дой усилились из-за ложных заверений о её спасении. По мнению этого исследователя, «ложные заверения» могут помешать человеку, находящемуся в ловушке, принять свою судьбу или завершить звонок в службу экстренной помощи, чтобы связаться с близкими, что является паллиативным средством. Некоторые исследователи предложили стандартизировать обучение диспетчеров экстренных служб для работы с ситуациями, связанными с концом жизни, и выразили сожаление, что с момента 11 сентября этому аспекту уделяется мало внимания. Большинство средств было направлено на улучшение коммуникационных технологий.
Национальный мемориал и музей 11 сентября хранит несколько личных вещей Мелиссы Дой, включая её произведения искусства и роликовые коньки. Там также хранятся устные истории, связанные с Дой.